# Flughafen Guayaquil

i7
i11
i13
Der Flughafen Guayaquil (spanisch Aeropuerto Internacional José Joaquín de Olmedo) in Ecuador ist nach Quito der zweitgrößte und modernste Flughafen des Landes. Sein Name erinnert an den berühmten Dichter und Präsidenten José Joaquín de Olmedo von Ecuador.
Mit seiner Kapazität von maximal fünf Millionen Passagieren jährlich bedient das Terminal den Passagierverkehr für Guayaquil und den Süden Ecuadors. Nach der letzten Erweiterung 2014 kam ein neues Terminal hinzu. Ab 2024 soll ein gänzlich neuer Flughafen 26 km westlich in der Region Daule auf einer Fläche von 2.020 Hektaren entstehen. Der bestehende Flughafen liegt sehr stadtnah, nur fünf Kilometer nördlich des Stadtzentrums. Eine lokale Buslinie verbindet den Flughafen mit dem Hauptbusbahnhof im Stadtzentrum.
Bis ins Jahr 2006 hieß der Flughafen noch „Simon Bolivar“, wie andere Flughäfen in Südamerika auch. Mit der Einweihung des neuen Terminals 2007 erhielt die Infrastruktur ihren heutigen Namen nach dem in Guayaquil gebürtigen Rechtsanwalt, Schriftsteller, Politiker und Präsident des Landes José Joaquín de Olmedo. Das alte Terminal wurde zum Messezentrum umgebaut.

## Fluglinien in GYE
- Air Europa (Madrid, Paris)
- Avior Airlines (Barcelona, Venezuela)
- American Airlines (Miami)
- Avianca (mehrere Flugziele national und international)
- Copa Airlines (Panama-Stadt)
- Iberia (Madrid)
- KLM (Amsterdam)
- LATAM Airlines (mehrere Flugziele international)
- Spirit Airlines (mehrere Flugziele international)
- TAME (Quito, Cuenca, Baltra, San Cristóbal)

## Zwischenfälle
- Am 29. April 1983 kam es kurz nach dem Start einer Sud Aviation Caravelle VI-R der SAN Ecuador (HC-BAT) vom Flughafen Guayaquil zu einem doppelten Triebwerksausfall. Die Maschine konnte nicht mehr zurück zum Flughafen zurückkehren und stürzte in ein matschiges Feld. Bei dem Unfall starben 8 von 100 Personen an Bord (siehe auch SAN-Ecuador-Flug 832).